# RoH 위민 오브 아너 챔피언십
RoH 위민 오브 아너 챔피언십(ROH Women of Honor Championship)은 RoH 여성 선수들을 위한 챔피언 타이틀이다.

## 역사
2017년 12월 15일 파이널 배틀에서 타이틀이 창설된다고 발표된다.

## 기록들
- 초대 챔피언 :

## 같이 보기
- WWE 스맥다운 위민스 챔피언십
- WWE RAW 위민스 챔피언십
- GFW 넉아웃 챔피언십